# Pedicularis chenocephala
Pedicularis chenocephala är en snyltrotsväxtart som beskrevs av Friedrich Ludwig Diels. Pedicularis chenocephala ingår i släktet spiror, och familjen snyltrotsväxter. Inga underarter finns listade i Catalogue of Life.